# Edmund Nuttall (cónego)
Edmund Nuttall DD (falecido em 1616) foi um cónego de Windsor de 1602 a 1616.

## Carreira
Ele foi educado no Pembroke College, Oxford, onde formou-se com BA em 1585, MA em 1588 e DD em 1608.
Ele foi nomeado:
- Reitor de St Mary Somerset, Londres, 1596-1616
- Vigário de Ruislip, 1615-1616

Ele foi nomeado para a décima primeira bancada na Capela de São Jorge, Castelo de Windsor, em 1602, e ocupou a canonaria até à sua morte em 1616.